# Manuel Ribot i Serra
Manuel Ribot i Serra   (Sabadell, 21 de març de 1859 - Sabadell, 21 de desembre de 1925) fou un bibliotecari, arxiver, historiador, dramaturg i poeta molt vinculat a la vida cultural de la seva època.

## Biografia
Fill d'un botiguer del carrer de la Salut, va estudiar als escolapis i posteriorment es dedicà a escriure i a prendre part en diferents concursos literaris (és l'autor de l'obra La Puntaire).
Va tindre un gran interès per conèixer la història de la ciutat de Sabadell, i arribà a escriure un llibre sobre la història d'aquesta ciutat. És per aquest motiu que l'Ajuntament de Sabadell el nomenà arxiver municipal perquè pogués organitzar tots els seus documents que feien referència a la història sabadellenca.
Ocupà aquest càrrec durant quaranta anys i al mateix temps dirigí la Revista de Sabadell i començà la tasca d'organització de la biblioteca de la Caixa d'Estalvis de Sabadell (inaugurada l'any 1928, tres anys després de la seua mort).

## Obra dramàtica
- Un beneit del cabàs, estrenada al teatre Romea de Barcelona, el 23 de setembre. de 1879.
- La base quinta (1884)
- Lo vectigal de la carn: quadro dramátich-histórich en un acte y en vers, obra estrenada a l'Ateneu Sabadellenc el 15 de juliol de 1888.
- Assumptos municipals, sarsuela (1881)

## Obra poètica
- 1924. Poesies. Biblioteca Sabadellenca, 1.
- 1925. Garbuix. Biblioteca Sabadellenca, 2.